# Шелихов, Денис Васильевич
Дени́с Васи́льевич Ше́лихов (укр. Денис Васильович Шеліхов; род. 23 июня 1989, Херсон) — украинский футболист, вратарь клуба «Славия-Мозырь».

## Карьера
Воспитанник ДЮСШ-15 (Киев). Тренировался у заслуженного тренера Украины Александра Пасеки. В 2003 году провел несколько игр в ДЮФЛ в составе детской команды клуба «Система-Борекс» (Бородянка).
Впоследствии присоединился к «Днепру», с 2007 года начал привлекаться к матчам дублирующего состава. Осенью 2009 года защищал ворота команды «Днепр-75» во Второй лиге Украины. Весной 2010 года несколько раз включался в заявку основного состава «Днепра» на матчи Премьер-лиги в качестве резервного вратаря, но ни разу на поле не выходил.
В начале 2012 года присоединился на условиях аренды к «Волыни», в составе которой дебютировал в Украинской Премьер-лиге. Сыграл за лучан на тот момент 10 матчей, в которых пропустил 14 мячей.
В июне 2012 года резервный голкипер «Днепра» Антон Каниболоцкий перешёл в донецкий «Шахтёр» и руководство днепропетровского клуба вернуло Шелихова из аренды. 5 августа 2012 года провёл первый официальный матч за «Днепр», в котором пропустил один гол от киевского «Арсенала». Всего к концу сезона 2012/13 провел на последнем рубеже обороны «Днепра» 6 матчей и пропустил 6 мячей.
В начале сентября 2013 года после тяжёлой травмы перешёл вновь на правах аренды в «Волынь». В команде взял первый номер.
С начала сезона 2016/17 начал играть в «Днепре» в стартовом составе. Однако с ноября основным вратарём днепрян стал Андрей Лунин. 12 января покинул команду в статусе свободного агента.
В марте 2020 года был представлен в качестве игрока МФК «Николаев». После рестарта сезона в первой лиге голкипер провёл шесть матчей за «корабелов», пропустив в них восемь голов.
Далее выступал за «ВПК-Агро», «Металлист 1925», «ЛНЗ», и за сумскую «Викторию».
В сентябре 2024 года нелегально пересёк украинско-румынскую границу, переплыв реку Тису, чтобы в дальнейшем попасть в Белоруссию для подписания контракта с клубом «Славия-Мозырь» на правах свободного агента.

## Статистика
| Сезон   | Клуб             | Лига                 | Чемпионат | Чемпионат | Кубок | Кубок | Дубль | Дубль |
| Сезон   | Клуб             | Лига                 | Игры      | Голы      | Игры  | Голы  | Игры  | Голы  |
| ------- | ---------------- | -------------------- | --------- | --------- | ----- | ----- | ----- | ----- |
| 2006/07 | Днепр (Днепр)    | Премьер-лига Украины |           |           |       |       | 1     | 0     |
| 2007/08 | Днепр (Днепр)    | Премьер-лига Украины |           |           |       |       | 11    | 15    |
| 2008/09 | Днепр (Днепр)    | Премьер-лига Украины |           |           |       |       | 16    | 18    |
| 2009/10 | Днепр-75 (Днепр) | Вторая лига Украины  | 13        | 18        |       |       |       |       |
| 2009/10 | Днепр (Днепр)    | Премьер-лига Украины |           |           |       |       | 8     | 15    |
| 2010/11 | Днепр (Днепр)    | Премьер-лига Украины |           |           |       |       | 12    | 0     |
| 2011/12 | Днепр (Днепр)    | Премьер-лига Украины |           |           |       |       | 10    | 0     |
| 2011/12 | Волынь (Луцк)    | Премьер-лига Украины | 8         | 10        | 2     | 4     | 1     | 1     |
| 2012/13 | Днепр (Днепр)    | Премьер-лига Украины | 4         | 4         | 2     | 2     |       |       |
| 2013/14 | Волынь (Луцк)    | Премьер-лига Украины |           |           |       |       | 4     | 9     |
| 2013/14 | Днепр (Днепр)    | Премьер-лига Украины |           |           |       |       | 2     | 2     |
| 2014/15 | Днепр (Днепр)    | Премьер-лига Украины |           |           |       |       | 14    | 8     |
| 2015/16 | Днепр (Днепр)    | Премьер-лига Украины |           |           |       |       | 4     | 3     |
| 2016/17 | Днепр (Днепр)    | Премьер-лига Украины | 4         | 3         |       |       |       |       |